# Hospital Reina Íngrid
El Hospital Reina Íngrid (en groenlandés: Dronning Ingridip Napparsimmavissua) es un hospital en Nuuk, Groenlandia. El hospital no sólo sirve como el principal hospital del municipio, sino que también es el hospital central de toda Groenlandia. El centro cuenta con alrededor de 130 camas. 
El hospital se estableció en 1953 y en un principio era un sanatorio para enfermedades pulmonares.
El actual complejo hospitalario data de 1980, pero actualmente está siendo ampliado y rejuvenecido de acuerdo a un plan del grupo CF Møller Architects. 